# Trachylepis tandrefana
Trachylepis tandrefana är en ödleart som beskrevs av  Ronald Archie Nussbaum RAXWORTHY och RAMANAMANJATO 1999. Trachylepis tandrefana ingår i släktet Trachylepis och familjen skinkar. IUCN kategoriserar arten globalt som livskraftig. Inga underarter finns listade i Catalogue of Life.